# Rafael Porcellis
Rafael Porcellis de Oliveira (ur. 19 stycznia 1987) – brazylijski piłkarz występujący na pozycji napastnika.

## Kariera klubowa
Porcellis pierwsze kroki w piłce nożnej stawiał w drużynach młodzieżowych Internacionalu, gdzie notował świetne statystyki strzeleckie – ponad 80 goli w 120 spotkaniach. Mimo to, tylko raz wystąpił w seniorskiej kadrze klubu. W 2009 roku przeniósł się do szwedzkiego Helsingborgs IF.
Latem 2011 roku został zwolniony z kontraktu przez Helsingborgs. Po odejściu ze szwedzkiego klubu przez kilka tygodni trenował w União Leiria, jednak włodarze klubu nie zdecydowali się go zakontraktować. 30 sierpnia 2011 roku podpisał kontrakt z klubem z trzeciej ligi, CD Fátima. W sezonie 2011/12 strzelił 19 bramek w lidze.
Latem 2012 roku przeszedł do Santa Clary. W debiucie na własnym boisku ustrzelił hattricka przeciwko CD Trofense. Sezon zakończył jako najlepszy strzelec klubu, z 21 bramkami na koncie.
1 lipca 2013 roku dołączył do pierwszoligowej Bragi. Jednak przyjście do klubu trenera Jesualdo Ferreiry, który sprowadził Edinho, Felipe Pardo, Hugo Vieirę i Salvadora Agrę sprawiło, że Porcellis nie mógł liczyć na regularne występy. W związku z tym został wypożyczony na sezon do Feirense.
W lipcu 2014 roku podpisał dwuletni kontrakt z Zawiszą Bydgoszcz. W lutym 2015 rozwiązał swoją umowę z Zawiszą i dołączył do Korony Kielce, z którą podpisał półroczną umowę.

## Kariera reprezentacyjna
W 2005 roku był powołany do reprezentacji Brazylii U-18.